# Thomas Lang (Chorleiter)
Thomas Lang (geboren 1958 in Göppingen) ist ein deutscher Chorleiter. Er wirkt seit 2006 an der Wiener Staatsoper.

## Leben und Werk
Thomas Lang wurde in Göppingen geboren und studierte an der Hochschule für Musik und darstellende Kunst Stuttgart sowie an der Universität Tübingen Schulmusik, Gesang, Dirigieren und Musikwissenschaft. Von 1988 bis 1999 war er als Chordirektor und Kapellmeister am Theater der Hansestadt Lübeck engagiert. Es folgte ein Engagement als Chordirektor am Hessischen Staatstheater Wiesbaden, bevor er im Jahr 2006 in dieselbe Position an die Wiener Staatsoper berufen wurde.
Hier konnte er sein Repertoire, das sich quer über die Opern- und Konzertliteratur erstreckt und mehr als zweihundert Werke umfasst, weiter ausbauen. Gastspiele führen ihn quer durch Europa bis Korea, Japan, Taiwan und den USA. Von 2006 bis 2011 war er Chordirektor der Salzburger Festspiele.
Am 19. November 2017 dirigierte er in der Wiener Staatsoper das Festkonzert zum 90-jährigen Jubiläum der Konzertvereinigung Wiener Staatsopernchor mit den Solisten Piotr Beczała und Anna Netrebko.
Am 24. März 2024 wurde ihm vom Bundespräsidenten der Republik Österreich der Berufstitel „Professor“ verliehen.

## Aufnahmen (Auswahl)
- Mozart: Die Zauberflöte, Deutsche Grammophon, Universal Music 2014
- Schumann: Genoveva, Wöllstein (Kreuznach): Ralf Koschnicke